# Ringelsdorf-Niederabsdorf
Ringelsdorf-Niederabsdorf est une commune autrichienne du district de Gänserndorf en Basse-Autriche.